# Dubravka
Pour les articles homonymes, voir Dubravka (homonymie).
Dubravka (en polonais : Dobrawa ou Dąbrówka ; en tchèque : Doubravka), née vers 931 et décédée en 977, est une princesse de la dynastie des Přemyslides, fille du duc Boleslav Ier de Bohême. Elle est duchesse des Polanes en tant qu'épouse du duc Mieszko Ier de 965 jusqu'à sa mort. Des sources contemporaines font savoir que la princesse chrétienne a joué un rôle important dans le baptême de son mari.

## Biographie
Dubravka est la fille de Boleslav Ier (mort en 972), duc de Bohême à partir de 935, et de son épouse nommée Biagota. Sa date de naissance exacte n'est pas connue, et on ne sait rien de son enfance et sa jeunesse.
Selon le chroniqueur Dithmar, elle aurait épousé en premières noces, peut-être vers 960, le noble Gunther de Mersebourg (mort en 982), comte en Thuringe et futur margrave de Misnie, et lui donne au moins un fils, Gunzelin. Le chroniqueur ne précise pas si elle est également la mère d'Ekkehard Ier (mort en 1002), fils de Gunther et margrave de Misnie à partir de 985. On ignore dans quelles circonstances leur union s'achève car un peu plus tard, Dubravka se remarie avec le duc polonais.
Toutefois et ce dès 1895, Oswald Balzer réfute l'opinion selon laquelle Dubravka aurait épousé Gunther de Mersebourg, margrave de Misnie, avec qui elle s'était séparée avant 965 - leur enfant était censé être Guncelin. Ce point de vue était basé sur le fait que le chroniqueur Dithmar appelait Guncelin, fils de Gunter. Actuellement, les chercheurs pensent que Guncelin et Bolesław Chrobry étaient cousins ou avaient deux sœurs comme épouses.
Dans tous les cas, elle devient duchesse des Polanes en 965 par son mariage avec le duc Mieszko Ier de Pologne, issu de la maison Piast. Selon les rapports de Cosmas de Prague, la fiancée avait déjà atteint un certain âge. Cette union scelle une alliance éphémère entre l'État polonais et le duché de Bohême, une base pour s'affirmer face au surpuissant empereur Otton Ier. L'année suivante, le 14 avril 966, le duc reçoit le baptême selon le rite romain. La tradition attribue à Dubravka un rôle essentiel dans la christianisation de la Pologne sous le premier évêque Jordan, notamment comme fondatrice des églises de Poznań et de Gniezno.
Elle donne à Mieszko Ier un garçon, Boleslas Ier (967-1025), futur roi de Pologne, et une fille, Świętosława (968-1014) qui épouse le roi Éric VI de Suède puis, en 998, Sven à la Barbe fourchue, roi de Danemark. Le duc Vladivoj de Bohême (970-1003) est réputé être un fils cadet de Mieszko et Dubravka ; il est néanmoins possible qu'il soit un membre d'une ligne collatérale des Přemyslides.
La mort de Dubravka, en 977, annonce la fin de l’alliance entre les Polonais et les Tchèques. En 990 en arriva à un conflit ouvert lorsque son frère le duc Boleslav II de Bohême a attaqué les Polonais en Silésie où il est battu par les forces de son beau-frère Mieszko.